# Pedro Bruno
Pedro Paulo Bruno (Paquetá, 14 octobre 1888 - Rio de Janeiro, 2 février 1949) est un peintre, chanteur, poète et paysagiste brésilien. Son œuvre la plus connue est la peinture Pátria (1918) qui représente le drapeau du Brésil brodé au sein d'une famille.
Afin d'améliorer sa technique, Bruno intègre l'École nationale des beaux-arts en 1918. Ses professeurs sont les grands maîtres João Baptista da Costa et José Boschetto. En août de l'année suivante, le Conseil supérieur des beaux-arts lui décerne le Prix du voyage de la 26e Exposition générale. La peinture gagnante s'appelle Pátria, une conception civique qui symbolise la construction de la patrie brésilienne en représentant un groupe de femmes simples qui, de manière dévouée, cousent le drapeau national. Concernant le prix, Coelho Netto écrit ce qui suit dans le journal A Noite : « Le jury a naturellement voté le prix du peintre pour l'exécution de l'œuvre, je voterais pour le poète qui savait habiller une auguste idée avec le tissu sacré dans laquelle la Patrie est impliquée ! »